# Chris Geere
Christopher „Chris“ William Geere (* 18. März 1981 in Cambridge, Cambridgeshire, England) ist ein britischer Schauspieler.

## Leben und Karriere
Chris Geere wurde in Cambridge geboren und wuchs in Winchester auf. Seine erste Schauspielrolle hatte er 2001 im Alter von 20 Jahren in der Miniserie Band of Brothers – Wir waren wie Brüder. Es folgten viele kleinere Rollen in Filmen und Serien. 2007 war er im Horrorfilm Blood and Chocolate zu sehen. Im selben Jahr wurde er für die Rolle des Matt Wilding in der BBC-One-Serie Waterloo Road besetzt. In dieser gehörte er zur Hauptbesetzung, verließ die Serie jedoch vor der fünften Staffel. Während der siebten Staffel kehrte er jedoch nochmal für 20 Episoden der Serie zurück. 2013 war er für 13 Episoden in der Serie Trollied zu Gast. Im selben Jahr hatte er eine Hauptrolle in der kurzlebigen Serie The Spa. Ebenfalls 2013 verkörperte er den Hesper Navigator im Film After Earth. Seit 2014 hat er seine erste Hauptrolle in einer US-amerikanischen Fernsehserie inne. In der FX/FXX-Sitcom You’re the Worst verkörpert er die Rolle des Jimmy Shive-Overly.
Im Jahr 2010 heiratete Geere die Singer-Songwriterin Jennifer Sawdon. 2012 kam ihr gemeinsamer Sohn zur Welt.

## Filmografie (Auswahl)
- 2001: Band of Brothers – Wir waren wie Brüder (Band of Brothers)
- 2003: Trust (Fernsehserie, 3 Folgen)
- 2003: Adventure Inc. – Jäger der vergessenen Schätze (Adventure Inc., Fernsehserie, 2 Folgen)
- 2003: Vor ihren Augen (Danielle Cable: Eyewitness)
- 2003: Davids wundersame Welt (Wondrous Oblivion)
- 2003: Casualty (Fernsehserie, Folge 18x16)
- 2004: The Bill (Fernsehserie, Folge 20x61)
- 2006: Bombshell (Fernsehserie, 7 Folgen)
- 2007–2012: Waterloo Road (Fernsehserie, 48 Folgen)
- 2008: EastEnders (Fernsehserie, 2 Folgen)
- 2010: Peter Versus Life (Fernsehserie, 5 Folgen)
- 2012: Cleanskin – Bis zum Anschlag (Cleanskin)
- 2012: Doctors (Fernsehserie, Folge 14x06)
- 2013: After Earth
- 2013: Trollied (Fernsehserie, 13 Folgen)
- 2013: The Spa (Fernsehserie, 7 Folgen)
- 2014: Death in Paradise (Fernsehserie, Folge 3x04)
- 2014: Final Cut – Die letzte Vorstellung (The Last Showing)
- 2014–2019: You’re the Worst (Fernsehserie, 59 Folgen)
- 2016: Urge: Rausch ohne Limit (Urge)
- 2018–2020: Modern Family (Fernsehserie, 9 Folgen)
- 2019: Pokémon Meisterdetektiv Pikachu (Pokémon Detective Pikachu)
- 2020: The First Team (Fernsehserie, 6 Folgen)
- 2020–2021: A Million Little Things (Fernsehserie, 9 Folgen)
- 2020–2022: This Is Us – Das ist Leben (Fernsehserie, Season 5 Gastauftritte, Season 6 Hauptcast)
- 2025: Irgendwie schwanger (Kinda Pregnant)